# 鄧焜
鄧焜，SBS（1919年10月22日—2015年6月12日），大同機械企業有限公司創辦人及永久名譽主席。

## 早期生活和晚期生活
鄧焜出生於廣東東莞。曾於抗日战争期间，參加东江纵队進行抗日戰爭，鄧焜於1958年，來了香港創辦「大同機械貿易有限公司」，當時銷售各類機械產品，1976年，鄧焜開始籌建位於青衣「大同工業大廈」，1982年，「大同工業大廈」落成，眾董事會成員拍攝紀念，1988年12月12日，鄧焜把創立公司於港交所主板上市，於上市期內，眾董事會成員們慶祝酒會儀式。
1987年，鄧焜投資位於雁田南建钟表制品厂，1997年9月18日，鄧焜改任為大同機械企業有限公司非執行董事及榮譽主席，2011年3月18日，鄧焜退任大同機械企業有限公司非執行董事及榮譽主席，退休前頒授永久名譽主席，以彰表過去53年創立企業，對香港和中國機械貿易和生產行業重大及卓越寶貴的貢獻。
2015年6月12日，鄧焜於香港中午時分，因病去世，享年95歲。2015年7月4日，广州市工商业联合会眾官員來港出席悼念儀式。

## 生前個人投資企業
- 广州白云自动化养鸡场（广州市国营力康农工商联合公司前身）

- 雁田南建钟表厂

## 生前公益事業
港九机械电器仪器业商会荣誉会长、香港特別行政區第一屆政府推選委員會成員、香港中华总商会總司庫、香港特区政府颁发银紫荆星章（2003年7月1日頒發）、廣州市榮譽市民等。

## 榮譽
- 1998年 廣州市榮譽市民[8]
- 2003年 銀紫荊星章[9]